# Anthracotherium
Anthracotherium ("Besta do carvão") é um género de mamíferos artiodáctilos ungulados extintos, caraterizados por terem 44 dentes, com cinco cúspides semi-crescentes nas coroas dos molares superiores. O género distribuiu-se desde o Eoceno inicial até ao final do Oligoceno, na Eurásia. Os seus membros são designados, coloquialmente, como antracotérios.
O género tipifica a família Anthracotheriidae, nem que fosse por ser o mais estudado dos seus géneros. Por várias razões, especialmente pela anatomia do maxilar inferior, julga-se que os Anthracotherium, tal como acontecia com outros membros da mesma família, está associado aos hipopótamos, dos quais é, provavelmente, uma forma ancestral. Evidências recentes sugerem que os Antracotherium, em conjunto com os hipopótamos, seriam aparentados dos antepassados das baleias.
O nome do género deriva do facto de os primeiros fósseis descritos destes animais terem sido obtidos em leitos de lignite do Terciário, na Europa.
A espécie Anthracotherium magnum era aproximadamente da envergadura de um hipopótamo-pigmeu (cerca de 2 m de comprimento e pesando cerca de 250 kg), mas há registo de outras diversas espécies de menor porte. Há registo fóssil deste género no Egito, Índia e América do Norte.

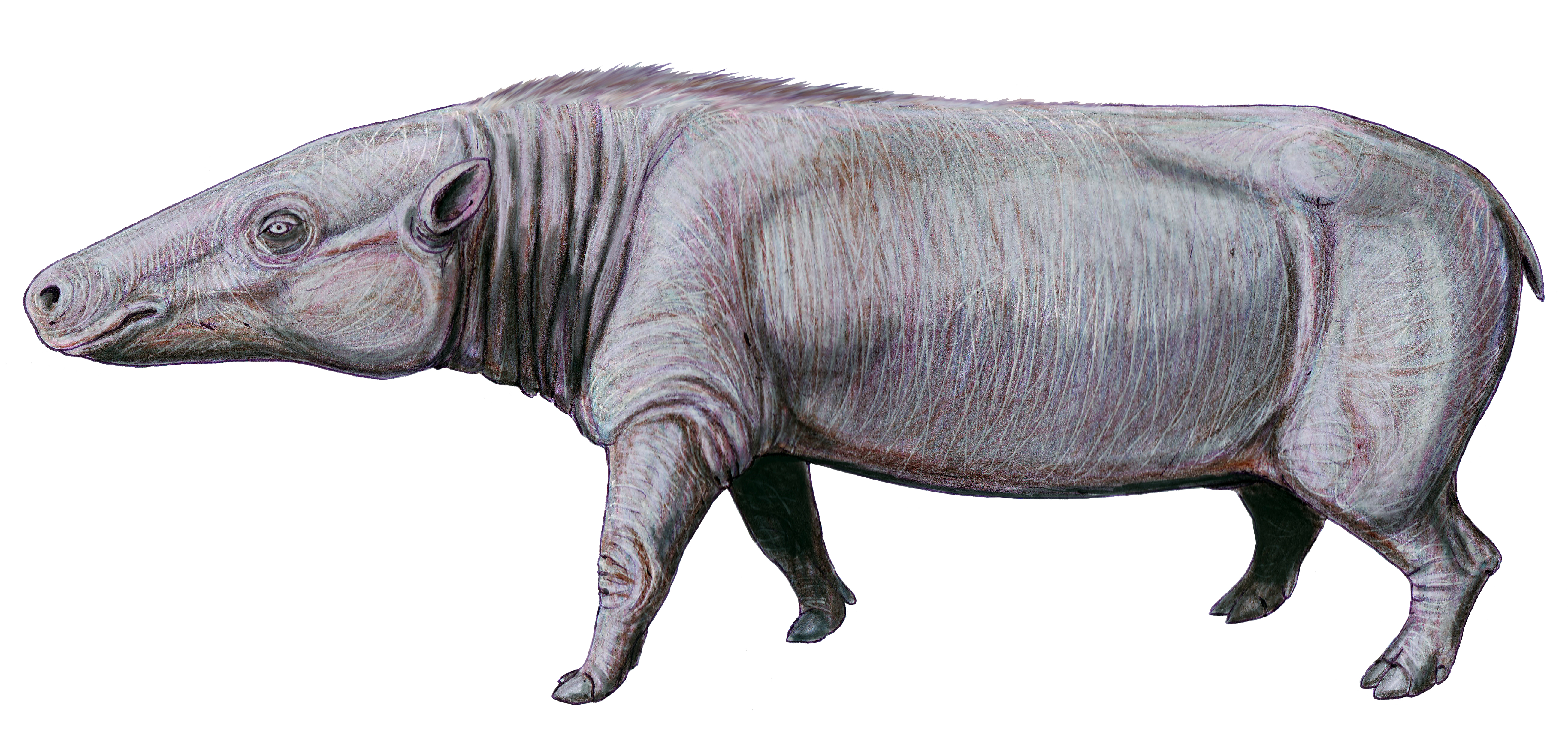
Anthracotherium magnum
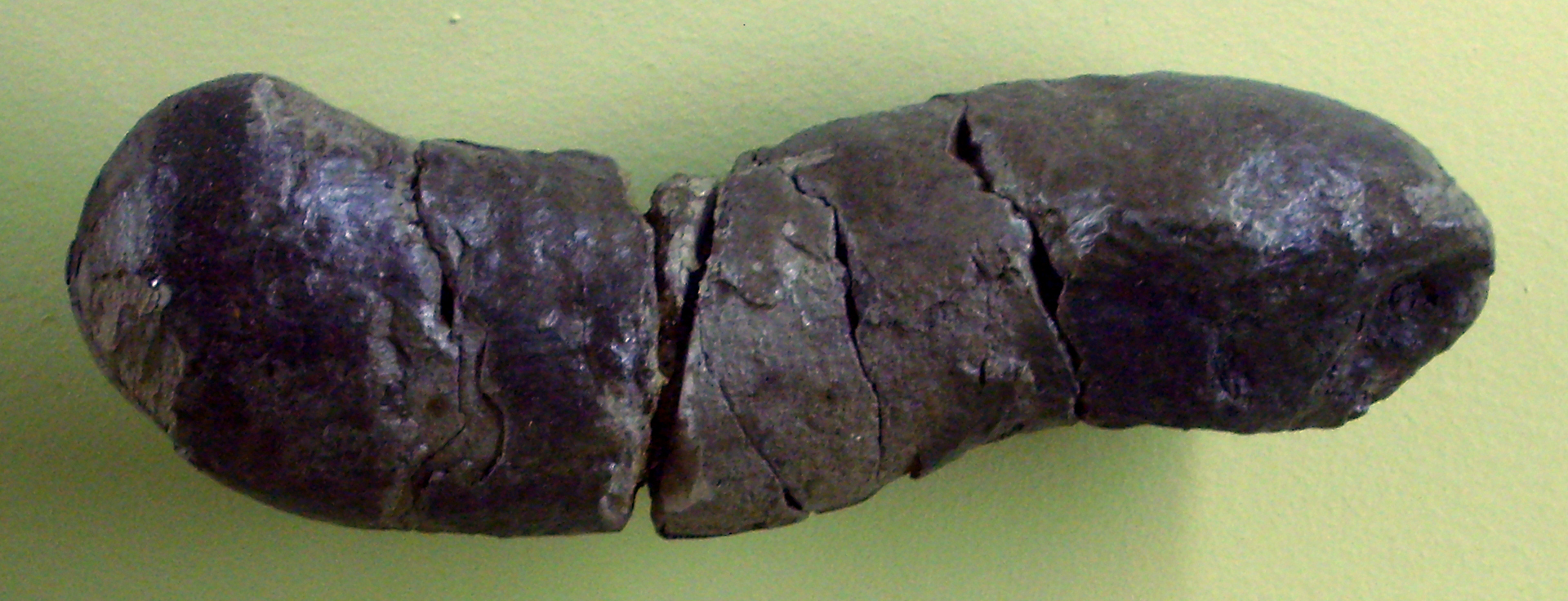
Coprólito de Anthracotherium sp. no Museum für Naturkunde, Berlim